# 30. позадинска база
30. позадинска база је била позадинска јединица у саставу Херцеговачког корпуса Војске Републике Српске. Сједиште базе било је у Билећи. Трансформисана је 1998. године у 30. логистичку базу.

## Историјат
У току самог формирања Херцеговачког корпуса Војске републике Српске, паралелно су формирани и елементи логистичке подршке. Током извлачења јединица Југословенске народне армије из бивших република Социјалистичке Федеративне Републике Југославије првенствено из Хрватске, Словеније и долине Неретве, у источној Херцеговини је задржана извјесне количина ратног материјала, моторних возила, хране, муниције и горива. Све је то требало на неки начин ускладиштити, евидентирати и дистрибуирати сходно потребама новоформираних јединица Корпуса. Управо, због новонасталих потреба наређено је да се формира 30. позадинска база од елемената мостарске позадинске и мостарске ваздухопловне базе. Формацијско бројно стање базе износило је 2344 припадника што је било прегломазно и нереално у односу на објективне људске и остале материјалне ресурсе Херцеговине. Стварна попуњеност логистичке базе у току цјелокупног ратног периода кретала се око 10% По подацима о попуњености почетком 1996. године база је била попуњена 8%. Пут снабдијевања и транспорта материјално-техничких средстава је ишао углавном из Србије и Црне Горе. Због пресјечености главних путних комуникација кроз новонаправљене шумске и планинске путеве, близу борбених линија снадвијевање је било отежано. У једном периоду рата, због интензивних дејстава између муслиманских и хрватских снага, гориво и мазиво се транспортовало из Сплита.

## Формација
Формација јединице је преузета из бивше Југословенске народне армије:
- Команда 30. позадинске базе и Команда стана
- Аутомобилски вод
- Чета ремонтне подршке (у чијем саставу је био магацин)
- Техничко складиште муниције и минско-експлозивних средстава
- Техничко складиште погонског горива
- Интендантско складиште
- Санитетско и ветеринарско складиште
- Интендантска чета

Послије рата формација новоформиране 30. логистичке базе била је:
- Команда 30. логистичке базе и Команда стана
- Батаљон ремонтне подршке (састојао се од три чете ремонтне подршке)
- Санитетски батаљон
- Итендантско складиште
- Техничко складиште
- Инжињеријски батаљон (састојао се од три инжињеријске чете)

## Команданти базе
- Будимир Антуновић, пуковник
- Борко Шаркановић, пуковник
- Миланче Вучинић, мајор
- Милош Продановић, мајор
- Жељко Рајковић, мајор